# 打昔汝莪
打昔汝莪，又名打西汝咯是马来西亚槟城州威北县下辖的一个城镇，也是县内人口第三多的城镇。其北面是槟榔东海，东面为吉打州居林县之巴东色海，南面是威中县的本南地小镇，西面则是甲抛峇底。
打昔汝莪在独立前只是一个小镇，随着威省西海岸城区如北海和大山脚可开发土地已饱和，目前该镇附近开始迎来许多新的低密度屋业发展计划。打昔汝莪周边有一个华人重组村－平安村，以及周边的数个马来甘榜。位于瓜柏黛（Guar Petai）的“大马九寨沟”是当地主要的旅游景点，而油棕和农业则为当地主要的种植物。当地也设有永久食品生产园，于2007年投入运作，并将在之后设立农业科技园。平安村则以畜牧业为主，和华都村一样被列为州内的猪养殖场。

## 交通

### 公路
打昔汝莪可通过南北大道北段高速公路的柏淡交通枢纽出入口，经过敦韩丹路抵达，也有数个州级道路通往临近城镇。

### 城际轨道
马来亚铁道电动列车服务下的西海岸铁路线在打昔汝莪设有一座打昔汝莪站。该站也属于巴东勿刹至吉隆坡中央车站（及金马士站）电动列车线路的车站。2015年起，北马区短程通勤铁路正式启用，并且也于打昔汝莪停站。

## 政治
打昔汝莪属于打昔汝莪国会议席，该议席在马来西亚下议院的代表为来自国民联盟土著团结党的旺赛夫。
同时，打昔汝莪属于柏玛当柏浪眼州议席，该议席在槟城州议会的代表为来自国阵巫统的诺哈菲扎。而平安村地区则属于甲抛峇底国会议席的范围内，该议席在马来西亚下议院的代表为来自国民联盟伊斯兰党的茜蒂玛丝杜拉。
同时，平安村属于槟榔东海州议席，该议席在槟城州议会的代表为来自希望联盟人民公正党的扎基尤丁。